# Golden Raspberry Awards 1997
De Golden Raspberry Awards 1997 was het achttiende evenement rondom de uitreiking van de Golden Raspberry Awards. De uitreiking werd gehouden op 22 maart 1998 in het Hollywood Roosevelt Hotel voor de slechtste prestaties binnen de filmindustrie van 1997.

## Genomineerden en winnaars
| "Winnaar"* |

| Categorie | Nominaties |
| --- | ---------- |
| Slechtste film |            |
| The Postman (Warner Bros.) |            |
| Anaconda (Columbia Pictures) |            |
| Batman & Robin (Warner Bros.) |            |
| Fire Down Below (Warner Bros.) |            |
| Speed 2: Cruise Control (20th Century Fox) |            |
| Slechtste acteur |            |
| Kevin Costner in The Postman |            |
| Jon Voight in Anaconda |            |
| Shaquille O'Neal in Steel |            |
| Steven Seagal in Fire Down Below |            |
| Val Kilmer in The Saint |            |
| Slechtste actrice |            |
| Demi Moore in G.I. Jane |            |
| Alicia Silverstone in Excess Baggage |            |
| Fran Drescher in The Beautician and the Beast |            |
| Lauren Holly in A Smile Like Yours en Turbulence |            |
| Sandra Bullock in Speed 2: Cruise Control |            |
| Slechtste mannelijke bijrol |            |
| Chris O'Donnell in Batman & Robin |            |
| Arnold Schwarzenegger in Batman & Robin |            |
| Dennis Rodman in Double Team |            |
| Jon Voight in Most Wanted en U Turn |            |
| Willem Dafoe in Speed 2: Cruise Control |            |
| Slechtste vrouwelijke bijrol |            |
| Alicia Silverstone in Batman & Robin |            |
| Faye Dunaway in Albino Alligator |            |
| Julia Louis-Dreyfus in Fathers' Day |            |
| Milla Jovovich in The Fifth Element |            |
| Uma Thurman in Batman & Robin |            |
| Slechtste schermkoppel |            |
| Dennis Rodman en Jean-Claude Van Damme in Double Team |            |
| George Clooney en Chris O'Donnell in Batman & Robin |            |
| Jon Voight en de animatronic-anaconda in Anaconda |            |
| Sandra Bullock en Jason Patric in Speed 2: Cruise Control |            |
| Steven Seagal en his guitar in Fire Down Below |            |
| Slechtste regisseur |            |
| Kevin Costner voor The Postman |            |
| Jan de Bont voor Speed 2: Cruise Control |            |
| Joel Schumacher voor Batman & Robin |            |
| Luis Llosa voor Anaconda |            |
| Oliver Stone voor U Turn |            |
| Slechtste scenario |            |
| The Postman, scenario door Eric Roth en Brian Helgeland, gebaseerd op het boek van David Brin'                                                                |            |
| Anaconda, geschreven door Hans Bauer en Jim Cash & Jack Epps jr.                                                                                              |            |
| Batman & Robin, geschreven door Akiva Goldsman |            |
| Speed 2: Cruise Control, scenario door Randall McCormick en Jeff Nathanson, verhaal door Jan de Bont en McCormick                                             |            |
| The Lost World: Jurassic Park, scenario door David Koepp, gebaseerd op de roman van Michael Crichton                                                          |            |
| Slechtste remake of sequel |            |
| Speed 2: Cruise Control (20th Century Fox)' |            |
| Batman & Robin (Warner Bros.) |            |
| Home Alone 3 (20th Century Fox) |            |
| McHale's Navy (Universal) |            |
| The Lost World: Jurassic Park (Universal/Amblin) |            |
| Meest respectloze behandeling van menselijk leven en publiek eigendom                                                                                         |            |
| Con Air' |            |
| Batman & Robin |            |
| The Lost World: Jurassic Park |            |
| Turbulence |            |
| Volcano |            |
| Slechtste nieuwe ster |            |
| Dennis Rodman in Double Team |            |
| De anaconda in Anaconda |            |
| Chris Tucker in The Fifth Element and Money Talks |            |
| Howard Stern in Private Parts |            |
| Tori Spelling in The House of Yes and Scream 2 |            |
| Slechtste originele lied |            |
| De gehele soundtrack van The Postman, woorden en muziek door Jeffrey Barr, Glenn Burke, John Coinman, Joe Flood, Blair Forward, Maria Machado, en Jono Manson |            |
| "Fire Down Below" uit Fire Down Below, muziek en tekst door Steven Seagal en Mark Collie                                                                      |            |
| "How do I live" uit Con Air, geschreven door Diane Warren (ook voor een Academy Award genomineerd)                                                            |            |
| "My Dream" uit Speed 2: Cruise Control, geschreven door Orville Burrell, Robert Livingston, en Dennis Haliburton                                              |            |
| "The End is The Beginning is The End" uit Batman & Robin, geschreven door Billy Corgan                                                                        |            |

1980 ·
1981 ·
1982 ·
1983 ·
1984 ·
1985 ·
1986 ·
1987 ·
1988 ·
1989 ·
1990 ·
1991 ·
1992 ·
1993 ·
1994 ·
1995 ·
1996 ·
1997 ·
1998 ·
1999 ·
2000 ·
2001 ·
2002 ·
2003 ·
2004 ·
2005 ·
2006 ·
2007 ·
2008 ·
2009 ·
2010 ·
2011 ·
2012 ·
2013 ·
2014 ·
2015 ·
2016 ·
2017 ·
2018 ·
2019 ·
2020 ·
2021 ·
2022 ·
2023 ·
2024